# 머글
머글(Muggle)은 J. K. 롤링의 소설 해리포터 시리즈에서 마법사나 마녀들 사이에 사용되는 단어로, 이른바 마법 능력이 전혀 없는 "보통의 인간"을 가리킨다.
작가 롤링이 만들어낸 말이지만 작품의 인기가 높아지면서 이 말도 널리 알려지자, 영어에서는 "일반인"이라는 의미로 사용되게 되었다. 2003년도 판의 옥스퍼드 영어 사전에는, "특정 기술이 부족한 사람, 혹은 어느 의미로 뒤떨어진다고 보이는 사람"을 의미하는 단어로서 게재되었다.
또 미국의 다양한 사전에서도 "일반인"이나 "소설 해리포터에서 사용된 마법사나 마녀들 사이에 사용되는 단어" 로 게재되고 있다.

## 같이 보기
- 해리 포터의 세계